# Клеріко

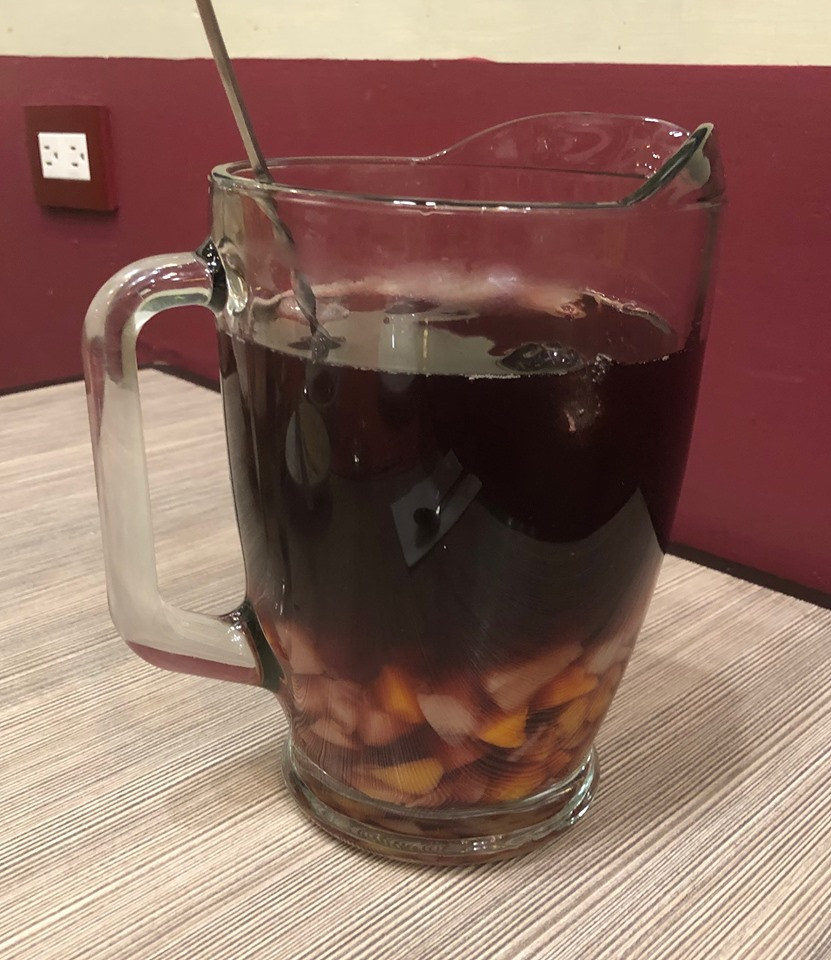
Графин клеріко

Клеріко чи клерікода (ісп. clericó, clericoda) — фруктовий алкогольний напій (існують версії і без алкоголю) подібний до сангрії, який вживають у Латинській Америці. Особливо поширений він в літні дні ближче до Різдва та Нового року.
Його готують, змішуючи салат із цитрусових та тропічних фруктів, таких як апельсин, ананас, диня, папая, яблуко, персик та/або полуниця, з алкогольним напоєм (переважно з червоним або білим вином), додаючи трохи цукру та льоду. Безалкогольні газовані напої, такі як кока-кола та пепсі, зрідка додаються також. Іноді використовують сидр чи ігристе вино. Кавун, як правило, не використовують, виходячи з міської легенди про те, що поєднання вина та кавуна веде до летального ефекту.
У Парагваї традиційно клеріко готувався в глиняному глечику (ісп. kambuchi), але останнім часом для цього використовують і скляний посуд, подається напій у склянці, і споживається з ложкою.